# Reloc

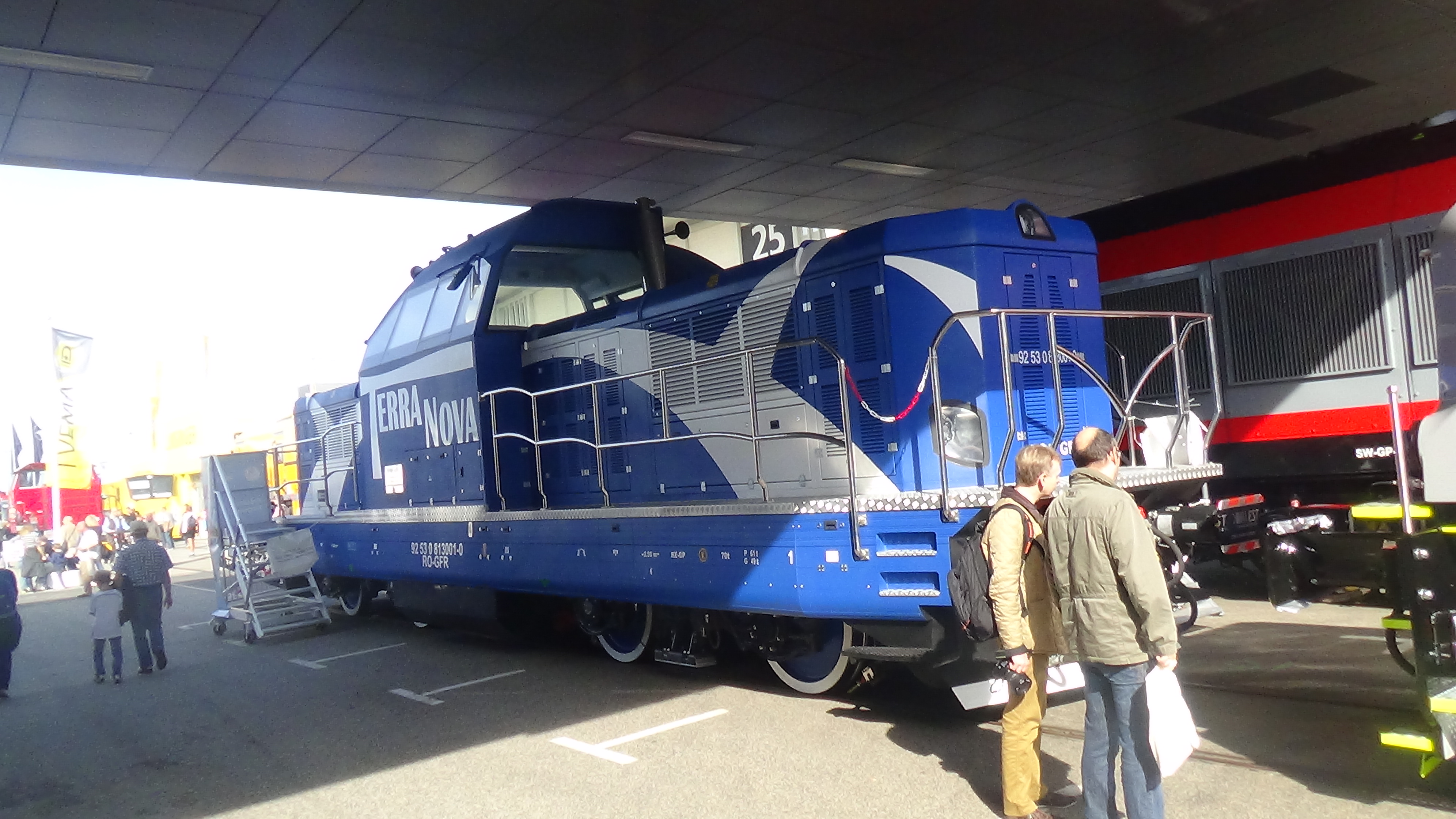
Locomotiva Terra Nova 1260 hp produsa la Reloc

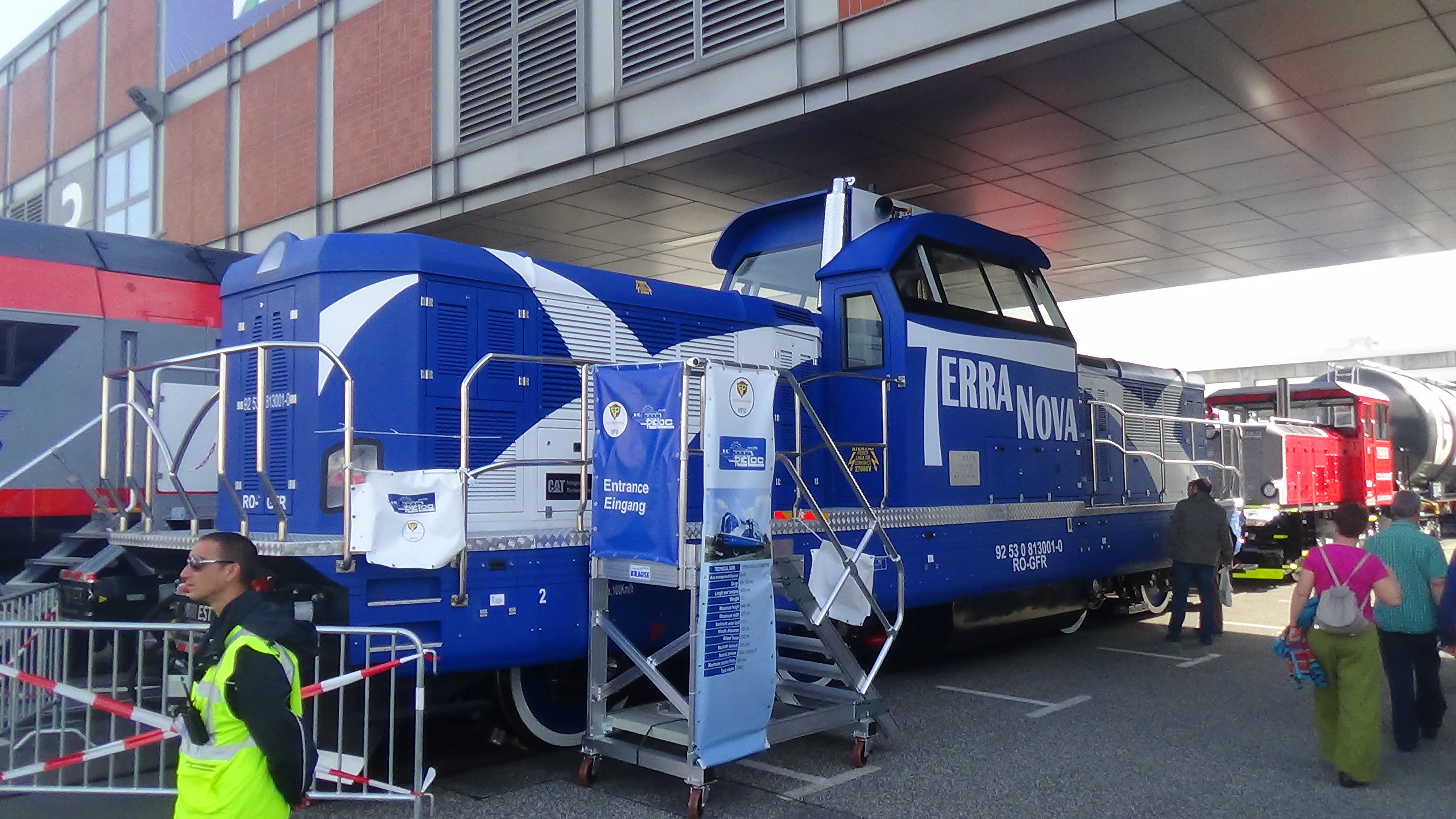
Locomotiva diesel hidraulica Terra Nova 1260 hp

Reloc Craiova este o companie specializată în repararea și modernizarea locomotivelor din România.
De asemenea compania este specializată și în producerea de piese de schimb pentru vehiculele feroviare.
Reloc este controlată în proporție de 93% de firma Confero Craiova, printre acționari numărându-se și fondul de investiții Broadhurst Investments Limited.
Reloc Craiova a fost înființată în 1992.
Număr de angajați în 2009: 850
Cifra de afaceri în 2008: 22,2 milioane euro
Profit net în 2008: 1,5 milioane euro